# تيميدين كيناز
تيميدين كيناز(بالإنجليزية: Thymidine kinase)‏ هو انزيم ينتمي لعائلة انزيمات الكيناز .ويقوم بعملية تحويل أسيكلوفير إلى اسيكلوفير أحادي وثنائي وثلاثي الفوسفات حيث يعيق الشكل ثلاثي الفوسفات في الفيروس خميرة DNA بولي ميراز مما يمنع إعادة تصنيع الفيروس.

## الوظيفة
انزيم تيميدين كيناز، هو انزيم ناقلة الفسفات (أ كيناز):. 2'-ديوكسي تيميدين كيناز، ATP-ثيميدين 5'-ناقلة الفسفات، شيفرته الكيميائية هي [ EC 2.7.1.21] .ويمكن العثور على هذا الانزيم في معظم الخلايا الحية. حيث يتواجد في شكلين في خلايا الثدييات، TK1 وTK2.

## رد الفعل
عملية تحفيز رد الفعل في ثيميدين كيناز
- Thd + ATP → TMP + ADP

حيث ان  ديوكسي تيميدين،  ATP هو الأدينوزين ثلاثي الفوسفات 5'-،  TMP هو ديوكسي تيميدين 5'فوسفات و  ADP هو الأدينوساين 5'-فسفات.